# Tetragnatha bengalensis
Tetragnatha bengalensis là một loài nhện trong họ Tetragnathidae.
Loài này thuộc chi Tetragnatha. Tetragnatha bengalensis được miêu tả năm 1842 bởi Walckenaer.